# 桑莫維爾 (紐澤西州)
桑莫維爾是美國新澤西州萨默塞特县的縣治。根據2010年人口普查，本城共有人口12,098人，相對2000年來說減少了325人，即下降了2.6%。而2000年的人口相對1990年來說則上升了791人，即上升了6.8%。
桑莫維爾於1863年3月25日以鎮的形態成立，於1909年4月16日成立市政機關。

## 地理
桑莫維爾的座標為40°34′11″N 74°36′28″W / 40.56975°N 74.607682°W（40.56975,-74.607682）。根據2000年人口普查，本城面積為2.362平方英里（6.12平方），其中2.331平方英里（6.04平方）為陸地，0.031平方英里（0.08平方）為水域，佔總面積的1.31%。